# Geolycosa patellonigra
Geolycosa patellonigra là một loài nhện trong họ Lycosidae.
Loài này thuộc chi Geolycosa. Geolycosa patellonigra được Alfred Russel Wallace miêu tả năm 1942.